# Epsilon Volantis
Epsilon Volantis (ε Vol, ε Volantis) é um sistema estelar triplo na constelação de Volans. Possui uma magnitude aparente visual de 4,40, sendo visível a olho nu em boas condições de visualização. Com base em sua paralaxe de 4,40 milissegundos de arco, está localizado a uma distância de aproximadamente 740 anos-luz (227 parsecs) da Terra.
O componente primário do sistema Epsilon Volantis é uma binária espectroscópica de linha dupla com um tipo espectral de B6 IV e período orbital de 14,1683 dias. A uma distância angular de 6,1 segundos de arco na esfera celeste está a terceira estrela do sistema, de magnitude aparente 7,48. Sua paralaxe, medida pela sonda Gaia, é de 5,00 ± 0,04 mas, correspondendo a uma distância de 200,1 ± 1,4 parsecs, similar à da primária porém mais precisa.